# Praça Luís de Camões
La Praça de Luís de Camões, coloquialmente Ancho de Camões, se localiza en el Chiado, en la freguesia de la Misericórdia (hasta 2013 en la freguesia de la Encarnação), en Lisboa.
Su toponimia se debe por haberse querido instalar una estatua a los poetas de Los lusíadas, inaugurada en 9 de octubre de 1867, impulsada con el fin de enaltecer el patriotismo por la Comisión Central de 1 de diciembre de 1640.
En ella se localiza el consulado-general de Brasil en la capital portuguesa y el Ministerio de la Economía.

## Estatua de Luís de Camões
La estatua de Luís de Camões es del escultor Vítor Bastos y fue inaugurada a 9 de octubre de 1867. La figura es de bronce y tiene 4 metros de altura, se asienta sobre un pedestal octogonal rodeado por ocho estatuas: Fernão Lopes, Pedro Nunes, Gomes Eanes de Azurara, João de Barros, Fernão Lopes de Cantanhede, Vasco Mousinho de Quevedo, Jerônimo Corte-Real y Francisco Sá de Menezes. El monumento de Camões es el más antiguo de Lisboa dentro de su género, siendo únicamente más moderno que el de la estatua equestre de D. José I.

## Placa Intermodal
La plaza constituye un cruce de líneas de los servicios regulares de la Carris.
En la Plaza Luís de Camões hacen parada las siguientes líneas de la Carris:
| Línea | Recorrido                            |
| ----- | ------------------------------------ |
| 28Y   | Martim Moniz ⇄ Placeres (Cementerio) |
| 202   | Caes del Sodré ⇄ Linda-la-Vieja      |
| 758   | Caes del Sodré ⇄ Puertas de Benfica  |